# Кессен
Кессен (нім. Kössen) — містечко й громада округу Кіцбюель у землі Тіроль, Австрія.
Кессен лежить на висоті  589 над рівнем моря і займає площу  69,37 км². Громада налічує 4202 мешканців. 
Густота населення 61/км².
Кессен належить до області Казервінкель. Він лежить у широкій улоговині між Баварськими Альпами на півночі і Кайзерськими горами на півдні, у місці злиття річок Гросбах, Коленбах і Вайсбах. Через велику площу водозбору річок у Кессені часто трапляються повіді.
|                                 |
| Кессен на мапі округу та землі. |

```
Адреса управління громади: Dorf 14, 6345 Kössen.
```

## Демографія
Історична динаміка населення міста за даними сайту Statistik Austria